# جورج بروس أبتون
جورج بروس أبتون هو سياسي أمريكي، ولد في 11 أكتوبر 1804 في إيستبورت في الولايات المتحدة، وتوفي في 1 يوليو 1874 في بوسطن في الولايات المتحدة. انتخب عضو مجلس نواب ماساتشوستس ‏.